# 矢島専平
矢島 専平（やじま せんぺい、1876年〈明治9年〉3月4日 - 1955年〈昭和30年〉6月17日）は、日本の政治家。衆議院議員（1期）。旧姓・小倉。

## 経歴
山口県熊毛郡島田村（周南町、光町を経て現光市）出身。小倉甚吉の三男として生まれ、矢島作郎の養子となる。1898年（明治31年）陸軍士官学校（10期）卒。陸軍歩兵大尉となり、日露戦争に参加する。その後、長周銀行頭取、下松銀行、北満州金鉱(株)各取締役となる。
1920年（大正9年）第14回衆議院議員総選挙において山口7区から無所属で立候補して当選する。のち、庚申倶楽部に入り、衆議院議員を1期務め、1924年（大正13年）第15回衆議院議員総選挙には立候補しなかった。1955年死去。